# Лаундуш
Лаундуш (порт. Laundos)  —  район (фрегезия) в Португалии,  входит в округ Порту. Является составной частью муниципалитета  Повуа-де-Варзин. Находится в составе крупной городской агломерации Большой Порту. По старому административному делению входил в провинцию Дору-Литорал. Входит в экономико-статистический  субрегион Большой Порту, который входит в Северный регион. Население составляет 2131 человек на 2001 год. Занимает площадь 9,69 км².
Покровителем района считается Архангел Михаил (порт. São Miguel). 